# Oxymirus mirabilis
Oxymirus mirabilis là một loài bọ cánh cứng trong họ Cerambycidae.